# Arignote
Arignote de Samos (en grec ancien :  Ἀριγνώτη / Arignṓtē) est une philosophe pythagoricienne des VIe et Ve siècles av. J.-C.. Certaines traditions font d'elle la fille de Pythagore et de la crétoise Théano, et la sœur de Myia, Damo, Télaugès et Mnésarchos. Selon la Souda, elle est l'autrice de plusieurs textes ayant trait à la religion. Ces ouvrages peut-être apocryphes étaient encore conservés à l'époque de Porphyre, et le lexicographe Harpocration nous cite à deux reprises des extraits de l'ouvrage d'Arignote Sur les Rituels.

## Œuvres
Selon la Souda (source datant du Xe siècle) :
- Bacchica, sur les Mystères de Déméter;
- Discours sacrés, peut-être identiques à l'ouvrage du même titre attribué à Pythagore;
- Les Rituels dionysiens (selon la Souda), ou Sur les Rituels (selon Harpocration);
- d'autres ouvrages philosophiques.